# Perceptive Pixel
Perceptive Pixel, Inc. es una división de la corporación Microsoft, enfocada a la búsqueda e investigación del desarrollo de las interfaces de pantallas multitáctil. Esta tecnología es usada para la Radiodifusión, Diseño industrial, Imagen médica, Sistema de información geográfica, Comercialización de energías renovables y para el Ejército.

## Historia
La compañía fue fundada en el año 2006 como una compañía independiente, estableciéndose como Perceptive Pixel, Inc. Anteriormente tenía sede en la ciudad de Nueva York con oficinas en Mountain View, Portland y en Washington D. C., La empresa fue fundada por Jefferson Han quien a la vez se presentó en la conferencia TED en febrero de 2006, demostrando sobre las tecnologías de software y hardware de las pantallas multitáctil. Después la compañía lanzó su propio pantalla multitáctil en estación de trabajo y muro de colaboración multitáctil más grande en 2007. Este último obtuvo un amplio reconocimiento por transformar la forma en que CNN cubrió las elecciones presidenciales de 2008 en los Estados Unidos. En 2009, el Smithsonian otorgó a Perceptive Pixel el National Design Award en la categoría inaugural de Interaction Design.
En 9 de julio de 2012, el CEO de Microsoft Steve Ballmer anunció que adquirieron la compañía Perceptive Pixel, Inc. que entraría en transición cerrando el acuerdo el 31 de julio. En la conferencia WPC de ese año, Ballmer declaró que la compañía esperaba usar su tecnología recién adquirida para mejorar su sistema operativo Windows 8.
El 21 de enero de 2015, Microsoft anuncio la Surface Hub, un dispositivo de la siguiente generación de la marca Surface, desarrollados por la misma compañía Perceptive Pixel.